# Kirjat Motzkin
Kirjat Motzkin (hebreiska: קריית מוצקין) är en stad i distriktet Haifa i Israel. Den hade 39 600 invånare år 2014. Den grundades 1934.